# Przełączka pod Żółtą Czubą
Przełączka pod Żółtą Czubą lub Żółta Przełączka (słow. Sedlo pod Žltou kopou) – płytka przełęcz znajdująca się na wysokości ok. 1800 m w dolnej części Bździochowej Grani w słowackich Tatrach Wysokich. Jest to pierwsze siodło na odcinku grani biegnącym od wierzchołka Żółtej Czuby na północ i oddziela tę ostatnią od Samojednej Skałki. W grzbiecie łączącym Żółtą Czubę z Czarnogórską Czubą znajduje się jeszcze druga przełęcz – Czarnogórska Przełączka. Przełączka pod Żółtą Czubą położona jest mniej więcej w 1/3 odległości między Czarnogórską Przełączką na północy a Żółtą Czubą na południu, bezpośrednio poniżej Samojednej Skałki.
Stoki zachodnie opadają z grani do Doliny Jaworowej i nazywane są Portkami. Spod przełączki zbiega na zachód jedna z odnóg Żlebu do Portek. Z kolei na wschód od Przełączki pod Żółtą Czubą znajduje się Dolina Kołowa.

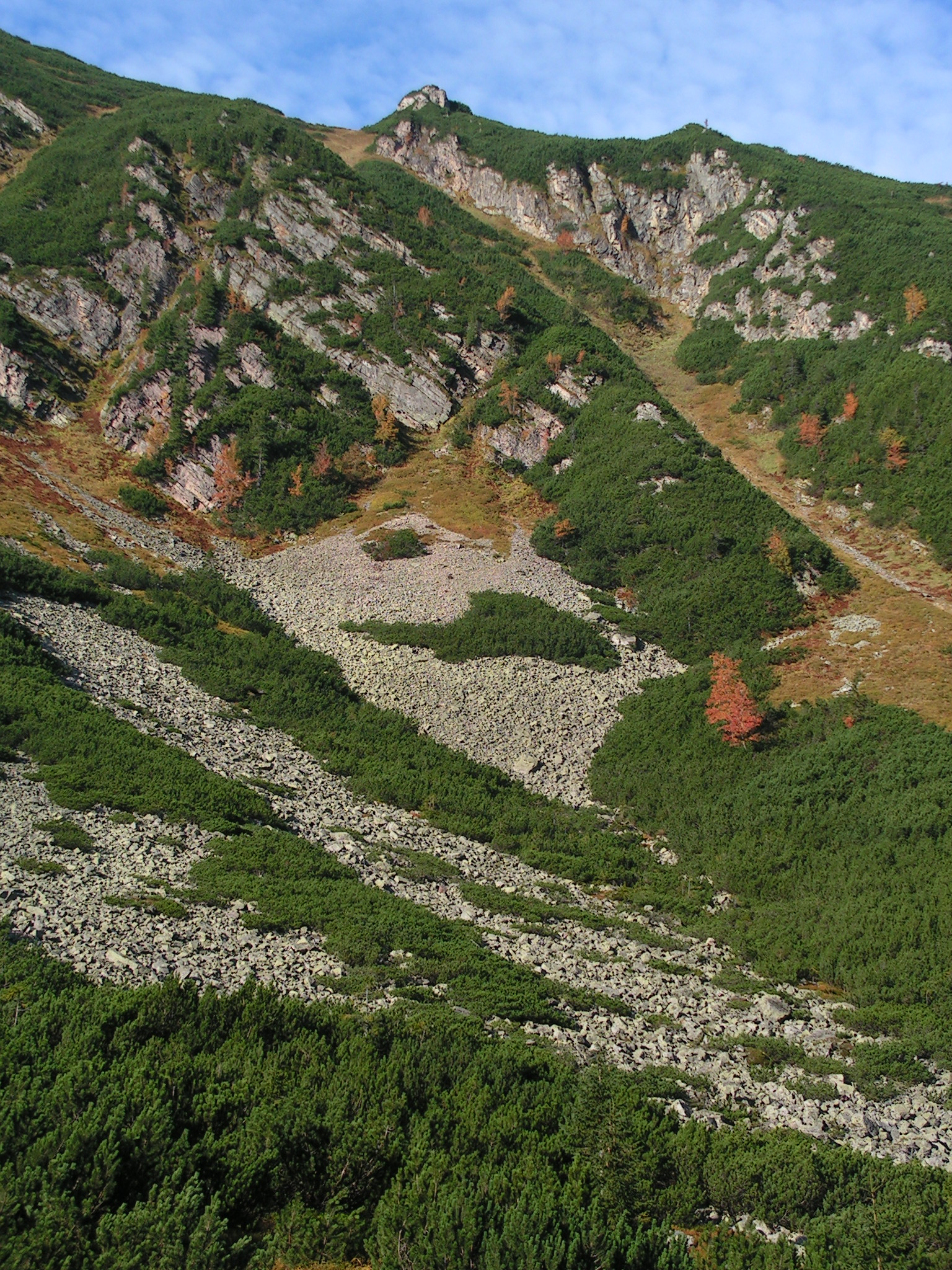
Trawiasta Przełączka pod Żółtą Czubą i wznosząca się na prawo od niej Samojedna Skałka

Na przełęcz nie prowadzą żadne szlaki turystyczne, natomiast dla taterników stanowi ona najdogodniejszy dostęp z Doliny Kołowej na Żółtą Czubę i Czarnogórską Czubę. Siodło można osiągnąć bardzo łatwo przez Portki oraz od wschodu z Kołowego Burdelu. Zimą bezpieczniejsza jest droga z Polany pod Upłazem przez wierzchołek Czarnogórskiej Czuby.
Przełęcz od dawna była uczęszczana przez myśliwych i pasterzy.